# طريق الفيل
طريق الفيل، هو طريق ربط تاريخيا بمحاولة أبرهه لهدم الكعبة المشرفة في القرن الأول قبل الهجرة، وهو الطريق الذي عبر من خلاله أبرهه بجيشه وفيله متوجها إلى مكة المكرمة.

## نظرة عامة
يعتبر من أهم المواقع الأثرية في منطقة حرة البقوم والمار مابين منطقة الباحة ومحافظة تربة ومنطقة أبو راكة ويمر ب قرية الخيالة، حيث يرتبط ارتباطا وثيقا بمحاولة هدم الكعبة المشرفة من قبل أبرهة الأشرم، حيث يوحي هذا الطريق بالقوة التي استطاعت أن ترصف الحجارة ولمسافات طويلة لكي تسهل سير الفيلة والخيول عبر الحرات والصخور الصلبة حرة البقوم، حيث يقطع هذا الطريق جزءا من الجهة الشرقية من منطقة الباحة متجها إلى الحجاز. ويكون واضحا في الشرق من ديار غامد حاليا وحرة البقوم ذات الصخور البركانية ويختفي تماما في المناطق الصحراوية، ويميز هذا الطريق أنه مرصوف من المنتصف بشكل مسطح ودقيق ليتمكن الجيش من السير بمعداته بيسر وسهولة ولا سيما الفيل الذي اقترن اسمه بالطريق، ويلاحظ وجود عتبات تقطع الطريق بالعرض وذلك لتصريف مياه السيول حتى لا يتأثر الرصف، توجد كذلك آثار للمحطات التي كانوا يتوقفون بها للمبيت والراحة، وهي عبارة عن ركامات من الحجر مبنية بشكل مبسط جدا متفاوت في المساحة والشكل .

## الآثار
يقع طريق الفيل في الشمال الشرقي من منطقة الباحة ويبعد عن بلدة جرب بحوالي 24 كلم، أي أن المسافة من الباحة إلى بداية الطريق تقدر بحوالي 70 كلم، ويلاحظ المشاهد لهذا الطريق مدى قوة أولئك القوم وصبرهم على رصف الطريق بأحجار مستديرة لتذليلها لوطء الفيلة وقوافل الجمال الناقلة لعتادهم لمسافات طويلة، كما تضم الأحجار المرصوفة على جنبات الطريق العديد من النقوش والخطوط الحبشية.
وقد تميز طريق الفيل بالرصف وذلك بطريقة فنية وتقنية معينة، حيث لا تزال العديد من أجزائه محتفظة بكافة مبانيها على الرغم من كل تلك السنين التي مرت على بنائه، كما يتميز بكثرة الكتابات والرسوم المختلفة، إضافة إلى وجود أرقام تعود إلى عهد قديم من زمن الكتابة والترقيم ورسومات الفيل التي توجد منحوتة بشكل دقيق على قارعة الطريق وفي مسافات متباينة ومتباعدة تستوقف كل من يشاهدها، كما أن العجيب في هذا الطريق أيضا أنه خضع إلى عملية ترقيم تحدد مسافاته، حيث تظهر واضحة برموزها العددية على جنبات الطريق، كما كان هناك استخدام لنوع معين من الحجارة الملساء التي تم رصفها في أرضية الطريق بطريقة متساوية تماما فيما بينها، وكذلك استخدام حجارة أخرى من المواقع المجاورة للطريق لبناء رصيف خاص بالطريق من الجانبين، في كثير من المواقع بمثابة حواجز صخرية، إضافة إلى وضع ما يشبه الطريق المزدوج الذي يتفرع من بعض منحدرات الأودية والتي يضيق فيها الطريق، حيث تسهل مرور القوافل، كما يبلغ عرض الطريق قرابة الأربعة أمتار، حيث استخدمت طريقة البناء بأسلوب مختلف يشبه الجص في ممرات الأودية، حيث لا يمكن لمياه الأودية والسيول جرف صخور الطريق التي تم بناؤها لتعبيده.
وهناك أجزاء كثيرة من الطريق اختفت تحت الرمال والصخور خصوصا التي تحاذي الأودية والبعض الآخر اندثر تماما بفعل السنين وأجزاء أخرى نبتت بها الأشجار حتى أصبح من الصعب جدا التعرف على مسار الطريق نظرا للأشجار الكثيفة والكبيرة التي نبتت في الطريق نفسه، ومما يزيد هذا الطريق إثارة وجود مبان مهدمة تشبه إلى حد ما الغرف التي تنتشر عبر مسافات مختلفة على امتداد الطريق والتي قد تكون محطات تستريح فيها القوافل المسافرة عبره، والتي تم بناؤها من صخور الجبال والحرات المجاورة للطريق، حيث يختفي تماما في السهول الشاسعة وخاصة في السهل الكبير بمركز جرد والسهل الكبير في كرى الحائط، إلا ان الطريق يظهر في وضوح تام في المناطق الجبلية والتي تعرف بالحرات البركانية، وخصصت للوقوف في عدد من الموقع والتثبت من اتجاه الطريق، ويمكن اكتشاف مساره بنفس الاتجاه تماما لمسافات تزيد في بعض المواقع على الكيلومتر، ويتخلل الطريق جبال السراة بشكل يعكس دقة اختيار مسار الطريق الذي ينطلق في شكل شبه مستقيم في أغلب مساره عبر سهول وبطون أودية جبال السراة.

## انظر ايضاً
- أحد رفيدة

## وصلات خارجية
- صور طريق الفيل